# Patrick Froehlich
Patrick Froehlich (Dijon, 5 d'agost de 1961) és un metge i escriptor francès.

## Biografia
Froehlich ha exercit la professió de cirurgià. Ha viscut a Lió, Brussel·les i des del 2017 a Mont-real. És l'autor de set novel·les. Prèviament publicà molts articles científics i altres obres sobre la cirurgia de les vies respiratòries dels nens Ha contribuït al desenvolupament de la cirurgia mini-invasiva guiada per la imatge
Ha exercit la medicina al CHU de Lió com a professor universitari i adjunt hospitalari fins a l'any 2017 i, de 2009 a 2014, al CHU Sainte-Justine en tant que professor de la Universitat de Mont-real.
Els anys 2017 i 2018 ha escrit tres volums apareguts a les edicions Les Allusifs. Les ficcions han estat desenvolupades a partir de situacions trobades a la realitat: el dolor generat en el nen, la guerra contra la malaltia, les conseqüències sobre la vida del cirurgià de les situacions trobades als confins de la vida..[1]
La novel·la "Avant tout ne pas nuire", obra a cavall entre la ficció i el documental, és segons Le Monde un exercici d'introspecció al qual es lliura Patrick Froehlich respecte al tema del dolor, el que pot sentir i també el que pot ser infligit al nen en l'exercici de la cirurgia pediàtrica. Patrick Froehlich explica que la seva pròpia presa de consciència va ser llarga i recorda que la capacitat del nadó de sentir dolor no va ser reconeguda mèdicament fins a partir de 1987. La novel·la debuta per una pregunta que li ha posa la seva filla: « No has fet mai mal a un nen?.॥॥ Digues-me que mai no has fet mal a un nen que cuides » Patrick Froehlich ha respost per un no « poc articulat, gairebé inaudible », i explica que « en aquesta falta d'afirmació » es trobava continguda « una vergonya » a la qual calia fer front.
A la novel·la "Ce côté et l'autre de l'océan", l'autor, segons Le Monde, fa la pregunta de la reconducció: ell mateix ha sofert els múltiples trasllats dels seus pares quan era nen i es demana si no ha reproduït el mateix esquema en relació als seus propis fills acceptant diferents llocs de treball a Bèlgica i a Canadà. Le Monde escriu a més : « Hom el segueix aquí excavant una memòria amagada, redescobrint la ciutat de Poughkeepsie, a la vall de l'Hudson, on el seu pare treballava per a IBM, tot vivint el mite americà i la gran utopia informàtica dels anys 1970. Enfront del mirall familiar enterbolit pels fantasmes dels pares o personals, l'escriptura representa menys una revelació que un despullar-se per intentar avançar ».
A la novel·la "La minute bleue" explora la memòria traumàtica del cirurgià i paral·lelament els silencis familiars en torn a les guerres.
Després de la publicació d'aquestes tres novel·les, l'autor explica a la seva pàgina web el seu procés d'escriptura: « Els conflictes que han travessat les generacions que m'han precedit (guerra de Prússia de 1870, Primera i Segona Guerres mundials, guerra d'Algèria), m'han portat a escriure sobre la meva guerra contra el cos malalt. Primer a través del dolor a "Avant tout ne pas nuire", a continuació per la guerra d'Algèria del meu pare a "Ce côté et l'autre de l'océan". Aquest últim llibre m'ha conduït a l'enfocament més frontal de la memòria traumàtica del cirurgià, i aquest de manera imprevista a l'escriptura en curs: Cada text és independent i autònom, encara que s'obre al següent. Una presentació del tema següent que descobreixo al final del procés d'escriptura de cada text, o com a conseqüència de la seva escriptura
L'escriptura és iniciada per una tensió interior. La por d'abordar l'assumpte, i la vergonya que sovint s'hi assocïa són motors excel·lents. El text es desenvolupa a partir de la meva realitat, és molt més rica i complexa que el meu imaginari »

### Obres

#### Novel·les
- To love, love, love (roman), Montréal, Éditions Nota bene, Éditions Varia, collection L'aire de jeu, 2023.
- La minute bleue, troisième volet du triptyque Corps étrangers, Montréal, Éditions Les Allusifs, 2020.
- Ce côté et l'autre de l'océan, deuxième volet du triptyque Corps étrangers, Montréal, Éditions Les Allusifs, 2018.
- Avant tout ne pas nuire, premier volet du triptyque Corps étrangers, Montréal, Éditions Les Allusifs, 2017.
- L'Enfant secoué, Publie.net 2018 [2011].
- La Voix de Paola,, Publie.net 2018 [2009].
- Distance, silence, Publie.net, 2008.
- Le Toison, Éditions Seuil, collection Fiction &amp; Cie, 2006.

#### Contes
- Rien de beau sur la guerre, Maï Nguyen et Patrick Froehlich, Éditions du Passage 2022.
- Annie Ernaux, collection Duetto, éditions Nouvelles Lectures, 2020.

#### Obres mèdiques
- Les Infections ORL de l'enfant, Éditions Larousse Guides santé, 2005.

### Articles (selecció)
- Gilles Roger, MD, Patrice Tran Ba Huy, MD, Patrick Froehlich, MD, PhD, et al, "Exclusively Endoscopic Removal of Juvenile Nasopharyngeal Angiofibroma Trends and Limits", Arch Otolaryngol Head Neck Surg. 2002;128(8):928-935.[12]
- Ana Nusa Naiman MD, Philippe Ceruse MD, Bruno Coulombeau MD, Patrick Froehlich MD, "Intralesional Cidofovir and Surgical Excision for Laryngeal Papillomatosis", The Laryngoscope, 2003 Dec;113(12):2174-81.[13]
- Carine Fuchsmann, MD; Marie-Claude Quintal, MD; Chantal Giguere, MD; Sonia Ayari-Khalfallah, MD; Laurent Guibaud, MD, PhD; Julie Powell, MD; Catherine McCone, MD; Patrick Froehlich, MD, PhD, "Propranolol as First-line Treatment of Head and Neck Hemangiomas", Arch Otolaryngol Head Neck Surg. 2011;137(5):471-478.[14]

### Tesis i diplomes
- Tesi doctoral, "Contrôle central des propriétés micromécaniques actives de la cochlée chez l'homme", 1993, Universitat Claude-Bernard-Lyon-I, França.[15]
- Tesi mèdica, "Chirurgie des obstructions aériennes d'origine laryngée de l'enfant", 1992, Universitat Claude-Bernard-Lyon-I, França.[16]